# Ouleus
Ouleus là một chi bướm ngày thuộc họ Bướm nâu.